# King Lear (film 1916)
King Lear è un film muto del 1916 diretto da Ernest C. Warde e interpretato da suo padre, Frederick Warde, famoso attore shakespeariano.

## Trama
Irato con la figlia Cordelia che non gli dimostra in maniera plateale il proprio affetto, re Lear lascia il trono e il regno alle altre due sorelle, Regana e Gonerilla, molto più espansive di lei. Le due, però, ora che si sono assicurate l'eredità paterna, perdono ben presto qualsiasi interesse verso il vecchio padre che non vogliono più accogliere in casa. Cordelia, diventata intanto regina di Francia, muove con le sue truppe contro gli inglesi. Sconfitta e catturata, Cordelia è condannata all'impiccagione da Edmund. Solo allora re Lear si rende conto di quanto la figlia lo abbia amato e, sconvolto, muore di dolore.

## Produzione
Il film fu prodotto dalla Thanhouser Film Corporation

## Distribuzione
Il film uscì nelle sale cinematografiche USA il 17 dicembre 1916, distribuito dalla Pathé Exchange.
Il film è stato riversato in DVD, distribuito nel settembre 2007 dalla Thanhouser in una versione di 36 minuti insieme ad altri film del periodo 1910-1917, per un totale complessivo di 302 minuti.
Il 2 ottobre 2007, è uscito in una versione di 64 minuti, distribuito da TeleVista.